# Червено-черен флаг
Червено-черният флаг често се свързва с анархизма, въпреки че анархисткият флаг често е просто черен. Двуцветното знаме е разделено по диагонал: черното може да бъде долу вдясно, а червеното – горе вляво и обратно. Двуцветното анархистично знаме също често е разделено хоризонтално, като червеното обикновено е отгоре.

## Хипотези за произхода
Мъри Букчин вярва, че това е творение на испанските анархисти от създаването на Национална конфедерация на труда (на френски: Confederación Nacional del Trabajo, CNT) през 1910 г. Като се започне от това съображение, е обяснимо как разпространението му е внезапно във всички неолатинистки страни, онези, които са в най-голям контакт с Испания. Достатъчно е да споменем наличието на червено-черни знамена както през двете червени години в Италия, така и използването им от Аугусто Сандино в Никарагуа. Американският историк Доналд С. Ходжис отделя много страници за анархо-синдикалисткия произход на сандинисткото движение.
Днес е известно, че това съображение на Букчин е неправилно. Вярно е, че червено-черният флаг винаги е присъствал в Испания, но не е вярно, че неговото „изобретяване“ може да се припише на CNT, напротив: червено-черният флаг не се е разпространил от Испания в останалата част на новолатинския свят, но се разпространява от две романски страни към Испания.
За много историци (а също и за много анархисти) червено-черният флаг се свързва с анархо-синдикализма, а не с анархизма. Въпреки това съображение първата поява на червено-черен флаг е изцяло италианска и предшества раждането на профсъюзите.

## История
Първото споменаване на цветовете червено и черно се намира в прокламацията на Националния комитет за социална революция. Комитетът е сформиран от анархисти и републиканци през зимата на 1873 и 1874 г.
През август 1874 г. при неуспешния опит за въстание в Кастел дел Монте са използвани червено-черни кокарди.
През април 1877 г. анархистите от Banda del Matese, водени от Енрико Малатеста и Карло Кафиеро, издигат червено-черния флаг над кметството на Летино. Епизодът е цитиран не само от специализираната библиография, но е записан и в протокола от процеса в Беневенто от 1878 г. срещу членовете на същата група.
Почти едновременно червено-черният флаг се появява в Мексико по време на протеста на 14 декември 1879 г. в Мексико Сити.
Трябва да се отбележи, че връзката между италианското и мексиканското анархистко движение винаги е била много силна, тъй като и двете идват от опита на Първия интернационал, и двете имат силна антиавторитарна конотация, и двете – заедно с Швейцарската федерация на Юра – се занимават както с организиране на движението, така и с пропаганда на факта.